# Armagh, Québec
Armagh är en kommun i provinsen Québec i Kanada. Den ligger i regionen Chaudière-Appalaches, i den sydöstra delen av landet, 400 km öster om huvudstaden Ottawa. Kommunen bildades 1993 genom sammanslagning av bykommunen med samma namn och socknen Saint-Cajetan-d'Armagh.